# غوط الرمان
غوط الرمان هي منطقة ساحلية من مناطق مدينة تاجوراء بالعاصمة طرابلس وتعتبر البوابة الشرقية لتاجوراء تبعد عن العاصمة طرابلس حوالي 35 كيلو متر تحدها من الشرق منطقة القويعة الواقعة في القره بوللي ومن الشمال البحر الأبيض المتوسط ومن الغرب الحميدية ومن الجنوب النشيع وتعتبر من أكبر مناطق تاجوراء من ناحية المساحة ولها آثار فينيقية ورومانية وفي هذه المنطقة بالتحديد يقع مستوصف غوط الرمان.

## عدد السكان
عدد سكان منطقة غوط الرمان في عام 2006 كان 15000 نسمة وتعتبر هذه المنطقة أصل تاجوراء لأن تاج الملكة أورا سقط فيها وقد سكنها الرومانيون والفينيقيون ويبلغ الآن عدد سكان هذه الضاحية حوالي 53000 في عام 2018.